# Barbula luteola
Barbula luteola là một loài Rêu trong họ Pottiaceae. Loài này được (Mitt.) Paris mô tả khoa học đầu tiên năm 1894.